# Drinídeos
Drinídeos (Dryinidae) trata-se de uma família de pequenas vespas (usualmente medindo entre 0,9 e 5,0 mm) solitárias da ordem Hymenoptera, de distribuição mundial. A etimologia do nome da família vem do grego drys para carvalho, uma vez que o primeiro espécime-tipo do gênero Dryinus foi descrito pelo naturalista Latreille de dentro de um carvalho na Espanha . Em geral, são vespas que perseguem e atacam cigarrinhas da infraordem Auchenorrhyncha, sobre as quais suas larvas desenvolvem-se. 

## Morfologia
As vespas adultas usualmente medem de 0,9 a 5,0 mm em comprimento, mas alguns espécimes podem atingir até 13,0 mm. São, em sua maioria negras, podendo ser castanhas. O corpo da vespa adulta apresenta a típica 'cintura' dos Apocrita, com esporões nas pernas traseiras razoavelmente bem desenvolvidos. Antenas com 10 segmentos, partindo de bem perto do clípeo; usualmente as fêmeas apresentam antenas clavadas e os machos filiformes; fêmeas de duas subfamílias (Apodryininae e Plesiodryininae) apresentam também antenas geniculadas (=com "cotovelo"); alguns machos de dois gêneros (Anteon e Crovettia) também apresentam antenas pectinadas. Olhos compostos relativamente grandes, normalmente também apresentando ocelos bem desenvolvidos (com a exceção das duas subfamílias supramencionadas). Tais diferenças entre machos e fêmeas caracterizam um dimorfismo sexual que frequentemente dificulta a correta identificação pareada dos sexos de uma mesma espécie. De maneira geral, os machos apresentam asas transparentes bem desenvolvidas, enquanto que as fêmeas podem ter asas ausentes, assemelhando-se a pequenas formigas. Nestas, o segmento final das pernas anteriores (isto é, o protarso) apresenta-se modificado formando um tipo de pinça ou "quela", característica única desta família de vespas. O gáster destas vespas apresenta espiráculos respiratórios em todos segmentos. Vale notar que, apesar de serem vespas apócritas com ovipositor modificado no formato de um ferrão, este é retráctil e utilizado unicamente para a postura de ovos em hospedeiros, não sendo assim usado para defesa.

## Taxonomia e Biogeografia
Dryinidae apresenta, ao todo, mais de 1900 espécies descritas, distribuídas dentre 11 subfamílias com 57 gêneros viventes. Trata-se da terceira maior família de vespas da superfamília Chrysidoidea. São estas as famílias descritas: Apodryininae, Aphelopinae, Anteoninae, Bocchinae, Dryiininae, Gonatopodinae, Conganteoninae, Palaeoanteoninae,  Transdryininae, Plesiodryininae e Laberitinae. Na região Neotropical, estão presentes, destas, apenas as seis primeiras citadas, nas quais estão inclusos pelo menos 450 espécies de 22 gêneros. 
O Brasil conta com cerca de 150 espécies descritas, juntamente com a Costa Rica e Argentina, sendo a diversidade bem menos estudada nos demais países da América Latina. São registrados espécimes da família de quase todos habitats, desde o nível do mar até mais de 3000 metros de altitude, aproximando-se dos extremos polares da Terra.

## Biologia Geral
As fêmeas de Dryinidae introduzem um único ovo (i.e. como vespas solitárias) dentro de seu hospedeiro, usando seu ferrão ovipositor. Muitas fêmeas desta família apresentam as pernas frontais armadas com pinças, que utilizam para tentar imobilizar o hospedeiro durante o ataque de oviposição. Tecnicamente, funcionam como parasitoides coinobiontes hipermetábolos, mais frequentemente desenvolvendo-se externamente a cigarrinhas (Hemiptera) das infraordens Cicadomorpha, Fulgoromorpha, famílias Cicadellidae, Delphacidae e Flatidae. Existem, no entanto, exceções, como alguns Aphelopinae do gênero Crovettia, que são endoparasitóides gregários (poliembriônicos).
As larvas são geralmente vermiformes, mas podem apresentar pernas vestigiais. A larva alimenta-se das estruturas internas do hospedeiro, por vezes ultrapassando o hospedeiro em tamanho e extravazando de seu exoesqueleto. Desta forma, estas larvas desenvolvem uma estrutura única na ordem, denominada de "thylacium", que resulta do endurecimento de suas exúvias formando um saco em torno de si, para a proteção do corpo larval. O hospedeiro eventualmente morre, então a larva desprega-se e empupa.
As vespas adultas alimentam-se de substâncias açucaradas, particularmente de secreções meladas produzidas por seus hospedeiros. As fêmeas dotadas de pinças nas pernas frontais parecem alimentar-se de tecidos e hemolinfa de alguns exemplares de seus hospedeiros, praticando assim uma atividade predadora, além de atuarem como parasitoides. São, assim, considerados com grande potencial de atuação como agentes de controle biológico populacional dos seus hospedeiros.